# 2021年所羅門群島騷亂
2021年所羅門群島騷亂是指2021年11月24日开始發生在所罗门群岛发生的一系列持续示威和暴力骚乱。

## 背景
所罗门群岛中央政府與馬萊塔島長期对立，澳大利亚领导的维和部队曾於2003年到2017年间一直驻守在所罗门群岛。2019年，梅納西·索加瓦雷总理领导的中央政府與中華民國斷交，并与中华人民共和国建立了外交关系。然而，馬萊塔省反對所羅門群島與中華民國斷交，並继续得到中華民國和美国的支持，后者還在2020年向馬萊塔省提供了2500万美元的援助。在COVID-19流行期间恶化的失业率和贫困率上升，也被认为是动乱的原因。2020年8月，台灣援助馬萊塔省的防疫物資遭到所羅門群島中央政府扣留。中国企业也被指责向外国人提供工作，不利于当地就业。2021年5月，馬萊塔省省長丹尼爾·蘇達尼抵達台灣看病。

## 活动
示威者大多來自馬萊塔省，他們要求梅納西·索加瓦雷下台。抗议活动最初是和平的，但24日發生暴力騷亂，所罗门群岛议会大厦周圍的建筑物被烧毁。学校和企业被迫关闭。霍尼亚拉唐人街被洗劫一空。警察用催泪瓦斯驅趕抗议者。此外另有100多人被捕。
梅納西·索加瓦雷根據《澳大利亚-所罗门群岛双边安全条约》向澳大利亚提出增援請求，澳大利亞隨後在所羅門群島部署了73名澳大利亚联邦警察和43名澳大利亚国防军軍人。巴布亚新几内亚也同意派遣34名维和人员应对骚乱。
据当地记者和社交媒体的报道，到11月27日早上，骚乱基本停止，街道上很安静，警察和维和部队在街上巡逻。
反对党领袖马修·威尔于11月28日对索加瓦雷政府提出不信任动议，并计划于12月6日举行国民议会辩论。
11月30日，斐济派遣了50名士兵前往所罗门群岛，新西兰派出了65名警察和士兵，其中15人于12月2日抵达，50人将在接下来的周末抵达。
12月6日，在国民议会的不信任动议中，有15名议员投了赞成票，32人投了反对票，2人弃权。梅纳西·索加瓦雷继续执政。
12月14日，反对派人物约翰·奎塔被指控煽动了此次骚乱。

## 人员伤亡
11月24日，所罗门群岛警方宣布在霍尼亚拉唐人街附近焚毁的房屋内发现3人死亡，警方初步认为非中国公民。截至11月27日，暂无中国公民的伤亡报告。 

## 各方态度
- 所罗门群岛总理梅纳西·索加瓦雷表示暴乱者将“面临严重后果”。[29]他亦拒绝辞职，如果面临免职，他将在议会发言。[30]11月26日，他在接受美联社和澳大利亚广播公司采访时称，“这次骚乱是由外部势力引起的，有些国家不想所罗门群岛与中华人民共和国建立外交关系，因此煽动当地的暴力事件”。他还表示，他支持政府与中方建交，不幸的是，骚乱“受到其他大国的影响和煽动”。“我不会向任何人低头。我们的政府完好无损，并将捍卫民主。”[31][32][33][34]瓜达尔卡纳尔省总理也表示强烈谴责骚乱。[35]
  - 反对党领袖马修·威尔和马莱塔省省长丹尼尔·苏达尼都呼吁索加瓦雷下台，并将暴力归咎于他。[12]不过，丹尼尔·苏达尼也谴责了抗议者的暴力行为。[11]
  - 中國國營媒體环球时报則轉載该国英文报纸《所罗门星报》于2021年12月17日引述署名为乔治·贝劳（George Belau）的文章，直斥台湾民进党当局在霍尼亚拉制造破坏的行为是“有预谋的、冷血的”，台湾（民进党当局）及其支持骚乱势力不仅是中国的敌人，更是所罗门群岛的敌人。文章在最后向所罗门群岛人民发问：“中国从未侵略别国，从不输出价值观和政治制度，是世界上唯一代表发展而不是破坏的国家。所有马莱塔人和所罗门人，你们希望选谁作朋友?”[36]而澳洲媒體ABC則報導《所罗门星报》為了向中國取得資金、設備，多次做出有利於中國的新聞[37]。

- 联合国秘书长古特雷斯11月26日通过发言人发表声明，呼吁各方结束暴力活动，保护来之不易的和平和建设成果，并敦促各方用和平手段来解决分歧。[38]
- 中华人民共和国外交部发言人赵立坚在11月25日下午的例行记者会上表示，中方高度关注事态发展，支持所罗门群岛政府止暴制乱的努力，相信在索加瓦雷总理领导下，政府能尽快恢复社会秩序和稳定。中方对一些中国公民和中资机构遇袭表示严重关切，已要求当地政府采取一切必要措施保护当地中国公民和机构安全。同时认为，“中国和所罗门群岛建交两年多来，两国关系发展良好，双方在诸多领域交流合作取得丰硕成果，给两国人民带来实实在在的利益和福祉”。并表示“任何破坏中所关系正常发展的图谋都是徒劳的”。[39][40]在回答俄新社记者关于是否会像澳大利亚一样派军警前往的问题时，赵立坚表示中方暂未收到这一请求，并表示希望各方尊重所罗门群岛主权。[39]12月23日，中国外交部发言人赵立坚证实，中方应请求向所罗门群岛提供警用物资并派遣警务顾问组。据中国外交部官方网站12月23日报道，赵立坚主持中国外交部例行记者会。有记者提问“据了解，中方将向所罗门群岛提供警用物资并派遣警务顾问组，请问中方对此有何评论？”赵立坚回应称，11月下旬所罗门群岛首都霍尼亚拉发生严重反政府骚乱，中方坚定支持所罗门群岛政府维护国内稳定的努力，坚定维护中所关系和中国公民的正当权益，强烈谴责一切非法暴力行径。应所罗门群岛政府请求，中方将紧急提供一批警用防暴物资并派遣临时警务顾问组。中方物资和人员将于近期抵所，为所罗门群岛警方提高自身能力发挥建设性作用。[41]
- 政府表示，向所罗门部署军警是为了支持所罗门群岛皇家警察部队维持秩序和保护重要的基础设施，不会在所罗门群岛的内部问题上采取任何立场。[42][11][43]澳大利亚总理斯科特·莫里森质疑骚乱是否是以中国公民和企业为目标的，并且将骚乱描述为“复杂的故事”。澳大利亚外长玛丽斯·佩恩也表示，没有迹象表明是外国挑起骚乱。[9]
- 中華民國外交部发言人欧江安譴責索羅門總理不實指控，呼籲索羅門群島中央政府要傾聽人民的聲音，切勿妄想依循中國獨斷專權的模式治理國家及統治人民。[44]